# Pyramide des âges
Pour les articles homonymes, voir Pyramide (homonymie).
La pyramide des âges est un mode de représentation graphique de la structure (sexe, âge) d'une population qui constitue une image synthétique du passé, du présent et du futur de celle-ci. Cette représentation - dérivée de l'histogramme - prend la forme générale d'un strobiloïde (c'est-à-dire grosso modo, ayant la forme d'une toupie vue en coupe). Elle peut revêtir - selon le pays et la période de l'histoire de ce pays - plusieurs formes différentes, par exemple en as de pique, trèfle, pagode, et bien d'autres.

## Description
La pyramide des âges représente la répartition par sexe et âge de la population à un instant donné. Elle est constituée de deux histogrammes juxtaposés, un pour chaque sexe (par convention, les hommes à gauche et les femmes à droite), où les effectifs sont portés horizontalement et les âges verticalement. Les effectifs par sexe et âge dépendent des interactions passées de la fécondité, de la mortalité et des migrations, mais la forme de la pyramide et les variations de celle-ci avec les années sont avant tout tributaires des variations de la fécondité.

## Interprétation
La forme de la pyramide dépend de trois principaux facteurs :
- la fécondité ;
- la mortalité (incluant épidémies, pandémies et guerres, qui laissent souvent des marques importantes dans ces pyramides) ;
- la migration.

## Types de profils
Il existe différents profils des pyramides des âges :
- le profil « champignon » : la base très étroite et le sommet large montrent une population vieillissante ;
- le profil « pyramidal », avec une base large et un sommet fin ;
- le profil « poire », avec une base qui commence par s'élargir avant de rétrécir vers la fin ;
- le profil « pagode », présentant des encoches et un rétrécissement à la base (à l'image d'une pagode), ce qui correspond à des périodes de natalité puis de mortalité importante successives ;
- le profil « sablier », avec une base large qui se rétrécit au milieu avant de s'élargir de nouveau vers le sommet ;
- le profil « ballon de rugby », avec une base étroite qui s'élargit au milieu avant de se rétrécir de nouveau vers le sommet ;
- etc.

| Pyramide avec la base très large                                        |
| Profil « pyramidal »: Angola (2016). Haute natalité et haute mortalité. |

| Pyramide avec la base pareille à la zone centrale        |
| Profil « cloche »: France (2016). Population stabilisée. |

| Pyramide amb base estreta i cente ample                          |
| Profil « champignon »: Espagne (2016). Population vieillissante. |

## Lien avec la fonction de survie
Dans l'analyse de survie, on définit la fonction de survie R comme étant la proportion de la population encore en vie à un âge t donné. La courbe R (t) est la pyramide des âges tournée d'un quart de tour vers la droite. Cependant, dans ce contexte, on considère une population « à l'équilibre », c'est-à-dire n'ayant pas subi de vague de natalité ou de mortalité ; la fonction R (t) est uniformément décroissante.